# كويلة ليندمانية
كويلة ليندمانية (الاسم العلمي: Coilia lindmani) (بالإنجليزية: Lindman's grenadier anchovy)‏ هي نوع من الأسماك تتبع جنس الكويلة من الفصيلة البلمية.